# Anigraea siccata
Anigraea siccata är en fjärilsart som beskrevs av George Francis Hampson 1905. Anigraea siccata ingår i släktet Anigraea och familjen nattflyn. Inga underarter finns listade i Catalogue of Life.